# Џон Снежни
Џон Снежни (енгл. Jon Snow) је измишљени лик у серији фантазијских романа Песма леда и ватре америчког писца Џорџа Р. Р. Мартина, као и у њиховој телевизијској адаптацији Игра престола, у којој његов лик тумачи енглески глумац Кит Харингтон. У романима је истакнути лик. Он је један од најпопуларнијих ликова у серији, а Њујорк Тајмс га наводи као једну од најбољих ауторових креација. Џон је главни лик у ТВ серији, а његова прича је у финалу пете сезоне изазвала снажну реакцију међу гледаоцима. Спекулације о пореклу лика такође су биле популарна тема разговора међу обожаватељима и књига и ТВ серије.
Џон је 1996. у Игри престола представљен као незаконит син Неда Старка, часног господара Зимоврела, древне тврђаве на северу измишљеног континента Вестероса. Знајући да су његови изгледи за успех лоши, Џон се придружује Ноћној стражи, која чува северне границе од дивљана који живе с оне стране Зида. Док се остатак породице Старк суочава са тешким невољама, Џон због части остане обавезан Стражом. У Судару краљева (1998), он се придружује извиђачкој дружини која истражује растућу претњу од стране Туђина с оне стране Зида и успева да се инфилтрира међу дивљане. Џон сазнаје за њихове планове да желе да нападну Вестерос у Олуји мачева (2000), и почиње да се заљубљује у жестоку дивљанку Игрит. Он их издаје − и Игрит − пре него што су напали, али победа Ноћне страже долази по високој цени за Џона. Сада, командант Ноћне страже, појављује се накратко у Гозби за вране (2005). Џон се враћа као истакнути лик у Плесу са змајевима (2011), радећи на преговарању о савезу између Ноћне страже и дивљана. Растући анимозитет који се привукао међу стражом га коначно сустигне, и он је присиљен да се суочи са страшним последицама.

У ХБО серији Игре престола, Џонова прича је верно адаптирана током првих пет сезона, иако се последње три сезоне настављају на догађаје Мартинове најновије публикације. Харингтон је номинован за награду Еми за изванредну помоћну улогу у драмској серији за улогу у 2016. години. Такође је номинован за награду Сатурн за најбољег споредног глумца на телевизији у 2012, 2016. и 2017. години. 

## Лик
У Игри престола, Џон Снежни је представљен као 14-годишњи нелегитимни син Едарда „Неда” Старка, лорда Зимоврела, и полубрат Роба, Сансе, Арје, Брена и Рикона. Описано је да Џон има јаке особине Старкових са мршавом грађом, дугим лицем, тамносмеђом косом и сивим очима. Џон носи презиме „Снежни” (обично се користи за ванбрачну децу на Северу) и предмет је презира Недове супруге Кејтлин, која га сматра сталним подсетником на Недову неверу. Џон је истих година као и Роб и ужива у топлом односу са својом браћом и сестрама, посебно са полусестром Арјом (која личи на Џона и као он, ни она се не осећа као да се уклапа). Нед третира Џона једнако као и своју осталу децу. Ипак, Џон је, као аутсајдер, научио да буде независан и да се брине о себи када је то потребно. Џон идолизира свог оца, али је рањен Недовим одбијањем да му каже о својој мајци. На почетку приче, Џон усваја албино језовука којег назива Дух. Касније открива да повремено може да „запоседне” језовука и подели његова искуства.
Дејвид Ор из Њујорк Тајмса описује Џона као „сложен, промишљен и у основи добар лик”. Дејвид Бениоф и Д. Б. Вајс, креатори и извршни продуценти телевизијске адаптације серије, објашњавају да је Џон један од неколико ликова у серији који морају „да се суоче с тешким истинама о свету у којем живе и прилагоде се тим истинама” зато што се „борба са којом се они сусрећу је како то учинити без губитка свести ко су заправо они.” Нед Старк учи сву своју децу о вођењу, несебичности, дужности и части. Слидети пример његовог оца постаје све теже, јер се Џон суочава са изазовима његовог идентитета као мушкарца, Старка и брата Ноћне страже. Бениоф и Вајс напомињу да „Џон Снежни покушава да живи часно, иако зна да част често убија чланове његове породице.” Пишући за Variety о епизоди 6. сезоне „Битка копилади”, Лора Прудом предлаже да Џон „има исте недостатке” као и његов отац: „Он се бори часно против противника који су превише спремни да користе тај предвидљиви морал против њега”.
Џон је истакнути лик у романима, и назван је једним од Мартинових „најбољих креација”. Џон је представљен као нелегитимни син заштитника Севера који, схватајући да је аутсајдер у својој породици, прати свог стрица на крајњи север и прихвата часну дужност служења у Ноћној стражи. Али колико год да је он другоразредни Старк код куће, у почетку су га његове колеге и браћа Ноћне страже издвајали као привилегованог и издвојеног. Џон се прилагођава, ускоро доказујући да је мудар, саосећајан и природан вођа. Током серијала, Џонова оданост Ноћној стражи и њеним заветима, својој породици, па чак и самом Вестеросу, тестира се док се он уплиће напоре да дивљане с оне стране Зида врати назад у Седам краљевстава. Живи међу њима као шпијун за Стражу, саосећајући са њиховим циљем и улази у љубавну везу са дивљанком Игрит. Међутим, он их на крају издаје и долази да брани Зид. Касније, као најновији лорд заповедник Ноћне страже, он прави савез с дивљанима.
Неколико рецензија књиге Плес са змајевима из 2011. године приметило је повратак нарацији Џона, Денерис Таргарјен и Тириона Ланистера, три популарна лика који су обожаваоцима највише недостајали из претходног остварења, Гозбе за вране. Ови „фаворити” су се последњи пут појавили 11 година раније у Мартиновој Олуји мачева. У Плесу са змајевима, руководство Ноћне страже за Џона се компликује са неколико невиђених изазова, укључујући савез са дивљанима, захтев Станиса Баратеона и сукобљене фракције унутар саме Ноћне страже. Њујорк Тајмс напомиње да је „Џоново вођство најбоља нада Вестероса, тако да је природно да је у непосредној опасности током Плеса са змајевима”. Џејмс Хиберд из Entertainment Weekly-ја назвао је Џоново посљедње поглавље у Плесу са змајевима „оштрим поглављем у смислу очекивања реакције обожаваоца. Прелазите са висине на којој Џон прича како ће кренути на злог Ремзија Болтона, до његовог дна кад се људи окрену против њега.” Џоново присуство у предстојећој књизи Ветрови зиме је неизвесно.

На питање шта мисли да је Џонова највећа „грешка”, Мартин је одговорио: 
Да ли су то биле грешке? Претпостављам да су то биле грешке на неки начин јер су довеле до тога да је изгубио контролу над делом своје групе. Али можда је било мудро и неопходно да се донесе одлука у смислу заштите области и суочавања са претњом Белих ходача. Ја сам велики ученик историје, и кроз читаву историју увек постоји питање шта је била права одлука. Гледате из ретроспективе на изгубљену битку и кажете: 'Поражени генерал је био такав идиот.' Да ли је [Наполеон] био геније због свих битака које је добио? Или идиот за губитак код Ватерлоа? Делимично реагујем на многе фантазије које су се појавиле пре овога. Одлука је тешка без обзира да ли сте лорд заповедник Ноћне страже или краљ Енглеске. То су тешке одлуке и свака има последице. Гледамо како Џон покушава да преузме контролу над Ноћним стражом и да се носи са дивљинама и претњом иза Зида.

### Родитељство
Идентитет Џонове мајке створио је много шпекулација међу читатоцима серијала, а нагађање о њеном идентитету био је тест који је Мартин дао Бениофу и Вајсу када су му се пришли у марту 2006. о адаптацији његових романа за ТВ серију. У романима, Мартин наговештава да би Џонова мајка могла бити слушкиња по имену Вила, или племкиња Ашара Дејн. Популарна фан теорија − названа „Р + Л = Џ”, скраћеница од „Регар + Лијена = Џон” − сугерише да Џон уопште није Недов син, већ заправо син Регара Таргарјена и Недове млађе сестре Лијене Старк.
Иако је лик представљен је као ванбрачни син Неда Старка, Дејвид Ор је изразио сумњу неких читалаца када је у Њујорк Тајмсу 2011. написао: „Џон Снежни је представљен као ванбрачни син патријарха Старкових, иако није сигурно да ли је Старк његов отац.” Глумац Шон Бин, који тумачи Неда у телевизијској серији, изјавио је на питање у интервјуу из 2014. о повратку у серију како би се појавио у флешбековима: „Дефинитивно имам нека недовршена посла која се тамо морају решити. Очигледно ја нисам отац Џона Снежног. И то треба да се открије у неком тренутку, зар не?” Несигурност произилази из анегдотских доказа у текстовима које читаоци тумаче како би повезали мистериозно материнство Недовог сина са нејасном споредном причом његове сестре Лијене.
Као што је Нед описао у Игри престола, на турниру године пре догађаја романа, Регар је крунисао Лијену као „краљицу љубави и лепоте” у присуству своје супруге, дорнске принцезе Елије Мартел. Када су Регар и Лијена годину дана касније нестали, њен отац Рикард и најстарији брат Брендон суочили су се са Регаровим оцем, лудим краљем Ерисом Таргарјеном, тражећи да његов син врати отету Лијену. Ерис је Рикарда и Брендона брутално погубио због њихове дрскости, подстичући Неда и његовог пријатеља Роберта Баратеона, лорда Крајолуја и Лијениног вереника, да се побуне против краља Ериса. У ономе што је касније постало познато као Робертова побуна, Ерис је свргнут и Регар је убијен од стране Роберта у бици на Трозупцу. После крваве борбе против тројице припадника Регарове Краљевске гарде који су штитили Кулу радости у Дорни, Нед је нашао Лијену унутра, у „кревету крви”. Умрла је убрзо након што је од Неда затражила да јој нешто обећа. После завршетка рата, Нед се враћа у Зимоврел са својим незаконитим сином Џоном.
Теорија Р+Л=Џ претпоставља да је вероватније да су се Регар и Лијена заљубили и побегли заједно, него да је он њу отео. Живећи годину дана у Кули радости, зачели су дете − Џона. Регар је убијен у бици код Трозупца, а Лијена је умрла на порођају. Нед је обећао Лијени на самртној постељи да ће тврдити да је беба његова, да би га заштитио од Роберта, који је покушао да истреби све Таргарјене из мржње и да осигура своју власт на престолу.
Серија Игре престола је у својој адаптацији укључила многе „наговештаје” које је ова теорија идентификовала. У финалу 6. сезоне, „Ветрови зиме”, Брен Старк има визију прошлости која показује да се Нед нашао са умирућом Лијеном у Кули радости. Лијена му тражи да обећа да ће заштитити њеног сина Џона. Инфографија која је накнадно објављена на званичном веб-сајту makinggameofthrones.com потврдила је да је Регар Џонов отац. Новинари су касније коментарисали значај двеју тачака у епизоди „Источна Моробдија” из 7. сезоне. Једном од Денерисиних змајева, Дрогону, Џон прилази мирно и дозвољава краљу на Северу да га зајаше. Касније, Гили сазнаје из књиге у Цитадели да је претходни првообредник поништио Регаров брак са Елијом, и оженио се с неким другим у Дорни, сугеришући могућност да је Џон легитиман син Регара и Лијене. Финале 7. сезоне, „Змај и вук” потврдило је да је Џон заиста легитиман син Регара и Лијене, и да му је на рођењу дато име Егон Таргарјен.

## Прича

### Игра престола
Џон Снежни је први пут представљен у Игри престола (1996), када он и његових пет браће и сестара усвајају шест малих језовукова. Препознат од свих као незаконит син Неда Старка и са Недовом женом Кејтлин која га презире, Џон се увек осећао удаљен од остатка породице Старк. Он одлучује да се придружи Ноћној стражи, пошто га његов статус копилета спречава да поседује земље или да узме жену из добре породице. У Ноћној стражи, други регрути вређају Џонову ауру супериорности, али он се искупљује тако што им помаже да савладају мачевање. Он се такође спријатељује са Семвелом Тарлијем, кукавичким сином лорда који, упркос томе што је беспомоћан са оружјем, показује склоност ка учењу. Џонова независност и сажаљење за регруте позивају гнев оштрог кастелана Алистера Торна, који види Џона као претњу његовом ауторитету. Џон запада за око лорду заповеднику, Џеору Мормонту, који га именује својим личним штитоношом и обучава Џона за команду. Након сазнања о погубљењу његовог оца, Џон одлучује да напусти Ноћну стражу и придружи се свом полубрату Робу, али други регрути уверавају Џона да остане веран својим заветима. Следеће ноћи, тело палог брата Ноћне страже вратило се са друге стране Зида као мртав човек и Џон спашава Мормонту живот убијањем тог створења. У знак захвалности, Мормонт даје Џону мач од његових предака, направљеном од валиријског челика, са вучјом ручком по мери направљеном за Џона. Мормонт онда наређује експедицију иза Зида да сазна више о овој новој претњи.

### Судар  краљева
У Судару краљева (1998), Мормонт води извиднике Ноћне страже иза Зида да истраже нестанак Џоновог стрица Бенџена, да процене намере дивљана и њиховог вође Менса Рајдера, као и да сазнају више о претњи од стране Туђина. Џон је послат са извиђачком групом коју предводи Корин Полушака. На путу, Џон наилази на дивљане и узима дивљанку Игрит као заробљеницу. Иако му је речено да је убије, Џон јој дозвољава да побегне. Џон и Корин су касније ухваћени од стране дивљана. Корин, који зна да ће га дивљани погубити, наређује Џону да се инфилтрира међу дивљане и да научи њихове планове, по сваку цену. Џон се претвара да се одрекао Ноћне страже, а дивљани га присиљавају да се бори против Корина до смрти да би зарадио њихово поверење. Са Кориновим прећутним пристанком, Џон га убија уз помоћ Духа.

### Олуја мачева
Како почиње Олуја мачева (2000), Џон је стекао поверење дивљана убијањем Корина. Он сазнаје да Менс намерава да пробије Зид и крену на југ како би побегао од Туђина, и ако је потребно, да сруши Ноћну стражу. Џон је растрган између растуће љубави према Игрит и завету целибата. Након пењања преко Зида са Игрит и Тормундом Џиноубицом, Џон их напушта да упозори Ноћну стражу на предстојећи напад. Он помаже у одбрани Црног замка од иницијалних напада дивљана, упркос недостатку људи и оружја. Игрит је убијена у борби, остављајући Џона погођеног. Када је битка добијена, Џона због дезертерства затварају Торн и Џенос Слинт, али је ослобођен након што је уверио суд у његову оданост. Још увек сумњичав, Торн наређује да се Џон пошаље да убије Менса Рајдера под изговором да преговара, али Џонов задатак је прекинут доласком војске Станиса Баратеона. Станис нуди да легитимизује Џона и прогласи га господарем Зимоврела, ако он пристане да поврати Север са њим. Иако у великој мери искушен да постане прави Старк, Џон поново одлучује да остане лојалан својим заветима Ноћној стражи. Са Семовом помоћи, Џон је изабран на положај лорда заповедника.

### Гозба за вранеиПлес са змајевима
Џон није јунак из првог лица у Гозби за вране (2005), али се накратко појављује из Семове перспективе, јер шаље Сема из Црном замка са мештром Емоном и Менсовим новорођеним сином да би их заштитио од жеље црвене свештенице Мелисандре да их жртвује. Џон такође даје Сему специфичну мисију да путују у Цитаделу у Стариград да постане мештар, тако да би могао боље да разуме опасност од Туђина и на крају успео да постане као мештар Емон.
У Плесу са змајевима (2011), након што је послао Сема у Цитаделу да би постао мештар, Џон успешно преговара о мирној предаји остатака Менсове војске. Он обећава да ће населити дивљаке у слабо насељеним деловима Севера и допустити неким од њих да се придруже Ноћној стражи како би населили многе напуштене тврђаве Ноћне страже. Многим члановима Ноћне страже не допада се идеја да допусте својим древним непријатељима да прођу кроз Зид и да их дочекају у своје редове. Џон покушава да манипулише интеграцијом дивљана, растућим немирима у Ноћном стражу и Станисовим покушајима да искористи Ноћну стражу у његовом рату за Гвоздени престо, док покушава да одржи стриктну политичку неутралност Страже. Већ узнемирена овим невиђеним дешавањима, група официра на челу са Слинтом отворено пркоси Џоновим наредбама. Када Слинт одбије да се покори, Џон га лично погуби. Станис објашњава Џону свој план да нападне Ужасник, али Џон му саветује да уместо тога окупи планинске кланове и нападне утврђење куће Гловер које су недавно заузели гвозденрођени. Станис то чини, освајајући подршку Гловера и Мормонта. Џон сазнаје да је његова сестра Арја удата за Ремзија Болтона тако да Болтони могу да тврде да је Зимоврел њихов. Несвестан да је невеста заправо Џејн Пул, Џон шаље Менса да је спаси док Станис креће на Зимоврел. Џон касније добија писмо од Ремзија који тврди да је Станис поражен и Менс заробљен. Ремзи тражи таоце, иначе ће марширати на Зид и убити Џона. Џон одлучује да се суочи и убије самог Ремзија, али га пре тога избоду браћа његове Ноћне страже који желе да подрже неутралност Страже пре него што он може да напусти Црни замак.
Џоново присуство у предстојећој књизи Ветрови зиме је неизвесно; када га је 2011. један новинар питао зашто је убио Џона Снежног, аутор Мартин је одговорио: „Ох, мислиш да је мртав, зар не?” На питање да ли је Џон убијен или ће преживети, Мартин је одговорио смехом: „Нећу то коментарисати.”

### ТВ адаптација

#### Сезона 1
Пратећи заплет Игре престола, у првој сезони серије, Џон, копиле Неда Старка, придружује се Ноћној стражи. Он стиже до Зида са својим језовуком који се зове Дух, да би открио да је Ноћна стража сенка од онога што је некада била. Одгајан да буде талентован борац са снажним осећајем за правду и част, Џон је испрва презрео своје колеге регруте, који су углавном нискорођени, необучени борци који су криминалци и прогнаници. Тирион Ланистер га је убедио да одбаци своје предрасуде и помогне другима. Џон се спријатељио са Семвелом Тарлијем, дебелим, неспретним плашљивцем која је више интелектуалац него борац. Џон се заветује Ноћној стражи, али је разочаран што је постао управник лорда заповедника Џеора Мормонта, а не извидник. Сем напомиње да Мормонт вероватно припрема Џона за команду над Стражом. Џон спашава Мормонта, а Мормонт му даје мач направљен од валиријског челика, са вучјом ручком по мери за Џона, у знак захвалности. Џон сазнаје да је његов отац погубљен због издаје и иако је у искушењу да напусти Зид како би помогао својој породици, његов осећај дужности на крају га тера да остане.

#### Сезона 2
У другој сезони, Џон са извидницима долази код Крастера, старог човека који се жени својим кћерима и жртвује своје новорођене синове Белим ходачима. Касније, као део мале извиђачке групе коју предводи Корин Полушака, Џон има задатак да убије дивљанску заробљеницу, ратницу Игрит. Он није у стању да то учини и она успева да побегне, да би га ухватила са осталим дивљанима. Корин наређује Џону да се претвара да је издајник и придружи се дивљанима да би открио њихове планове. Корин се бори и потајно налаже Џону да га убије како би задобио поверење дивљана. Џон то ради и одлази да се сретне са Менсом Рајдером, вођом дивљана и „краљем с оне стране Зида”.

#### Сезона 3
У трећој сезони, Џон обећава своју оданост Менсу и путује са дивљанима, сазнајући да намеравају да нападну Зид и на силу пробију свој пут јужно од Зида. Игрит заводи Џона, и они улазе у љубавну везу. Када Џон одбија да убије невиног човека како би доказао своју лојалност, он је нападнут од стране других дивљана, али бежи. Прати га Игрит која га погоди са три стреле пре него што поново побегне и врати се у Црни замак.

#### Сезона 4
Сер Алистер Торн и Џенос Слинт позивају на Џоново погубљење због преласка на страну дивљана, али мештар Емон је уверен у Џонову оданост Ноћној стражи и ослобађа га. Џон предводи експедицију у Крастерову кућу, где су се неки људи из Ноћне страже побунили и убили лорда заповедника Мормонта. Након што је победио побуњенике, Џон се поново уједињује са Духом. Тормундови дивљани нападају Црни замак док Менсова војска опседа Зид. Дивљани су поражени и Игрит је устрељена и умире у Џоновим рукама. Пре него што Џон може да преговара или убије Менса, Станисова војска стиже и креће у дивљански логор, узимајући Менса за затвореника.

#### Сезона 5
Станис ангажује Џона као посредника између њега и Менса, надајући се да ће убедити дивљане да се придруже његовој војсци. Менс одбија да се покори Станису, а краља дивљана спаљује на ломачи црвена свештеница Мелисандра. Станис нуди да легитимише Џона и учини га господином Зимоврела у замену за његову подршку. Џон је изабран за новог лорда заповедника Ноћне страже, првобитно изједначен са својим непријатељом Торном, али избори су одлучени гласом мештра Емона. Џонова намера да уведе дивљане у Вестерос и додели им земље јужно од Зида додатно разбесни Торнову фракцију Страже, која држи дубоко укорењену мржњу према дивљанима. Џон путује бродом северно од Зида до дивљанског села Тврдидом, тражећи њихову подршку за његов план да удружи Ноћну стражу и дивљане против растуће претње Белих ходача. Док се неки од дивљана укрцавају на Станисове бродове како би путовали на југ, масивна сила мртваца, које предводе Бели ходачи и њихов Ноћни краљ, нападају село. Џон убија једног Белог ходача са мачем од валиријског челика, сазнајући да не само змајстакло, већ и оружје ковано валиријским челиком, може потпуно да их уништи. Џон и његова група једва успевају да преживе, са само делићем дивљана. Џон дозвољава дивљанима да прођу кроз Зид на Север. Убрзо након повратка у Црни замак, Џон је позван да чује вести о свом несталом стрицу Бенџену, али је умјесто тога заскочен и избоден на смрт од стране Торна и његове групе побуњеника.

#### Сезона 6
Давос Сиворт, Жалобни Ед и друга браћа Ноћне страже, лојална Џону, барикадирали су се у соби са Духом и Џоновим телом, а напад Торна и његових људи је осујећен доласком Тормунда и његових дивљана. Давос охрабрује Мелисандру да покуша да оживи Џона и иако се чини да ритуал на први поглед не успе, Џон се изненада буди. Након што је да обеси Торна, Олија, Боуен Марша и Отела због издаје, Џон даје команду над стражом Еду и припрема се да напусти Црни замак. Он се поново сусреће са својом полусестром Сансом Старк, која је побегла од свог мужа Ремзија Болтона и сада тражи Џонову помоћ у уништењу Болтона. Џон је неодлучан док не стигне претећа порука од Ремзија, која захтева да се Санса врати и у којој прети њиховом брату Рикону. Џон, Санса, Давос, Тормунд и Бријена од Опорја кренули су да регрутују војску како би вратили Зимоврел и спасили Рикона, али њихове снаге су дупло мање од Болтонових. Како су војске окренуте једна према другој, Ремзи мами Џона далеко од својих савезника присиљавајући Рикона да трчи између њих. Пре него што је Рикон стигао до Џона, Ремзи га убија стрелом у леђа. Са Џоновим одвајањем од својих снага, Ремзијева војска се залеће на њега, али Џонови савезници стигну на време. Настаје разорна битка у којој су надмоћне снаге Старкових скоро поражене, док витезови из куће Ерин не стигну са Сансом и Петиром Белишом и нападну војску Болтона са задње стране. Џон јури Ремзија назад у Зимоврел и жестоко га туче, заустављајући се пре него што га убије. Санса потом оставља Ремзија да га прождеру његови ловачки пси. Брен Старк има визију прошлости која показује да се Нед нашао са умирућом Лијеном у Кули радости. Заклиње се да ће заштитити њеног сина Џона. У међувремену, господари Севера проглашавају Џона краљем на Северу.

#### Сезона 7
Покушавајући да ојача одбрану Севера, Џон је фрустриран када Санса поткопа његов ауторитет, не желећи да понови грешке које су убиле Неда и Роба. Џон одбацује поруку од Серсеи Ланистер да јој се закуне на оданост. Он прима позив од Тириона, у име Денерис Таргарјен. Након тога, примивши поруку од Сема да се испод древног дворца Таргарјена налазе залихе опсидијана, Џон одлучује да упозна Денерис, остављајући изненађену Сансу као свог регента. Он одбија да обећа верност Денерис и уместо тога тражи њену помоћ у борби против Белих ходача. Она му допушта да почне са ископавањем опсидијана. Денерис је изненађена када њен змај Дрогон допусти Џону да му се приближи и да га мази. Одлучан да убеди Серсеи да је њихов прави непријатељ војска мртвих, Џон предводи експедицију северно од Зида да би ухватио мртваца и довео га код Серсеи. Они то успевају, али су окружени хордама Ноћног краља. Денерис долази са својим змајевима, али Ноћни краљ убија једног од њих леденим копљем, присиљавајући друге да побегну без Џона. Спашен је поновним доласком његовог стрица Бенџена, кога мртви хватају док Џон бежи натраг до Зида. Денерис обећава да ће се са Џоном борити против Белих ходача, и он пристаје да је подржи као своју краљицу. Њих двоје преговарају о примирју са Серсеи, која пристаје да им се придружи у борби против снага Ноћног краља. Брен сазнаје да је Џон рођен као Егон Таргарјен, легитимни син и наследник Денерисовог брата Регара Таргарјена и Лијене Старк. У међувремену, Џон и Денерис коначно подлежу својим растућим осећањима једно према другом и имају секс, несвесни да су повезани крвљу.

#### Сезона 8
Џон се враћа у Зимоврел, где се поново уједињује с Бреном и Арјом и сазнаје да су Бели ходачи пробили Зид. Иако су Северњаци почели да се припремају за битку код Зимоврела, Санса и многи северњачки господари су бесни што се Џон покорио Денерис, а Санса га оптужује да је клекао пред њом јер је заљубљен у њу. Џонова и Денерисина веза наставља да расте док Џон успешно јаше једног од њених змајева, Регала. Сем, који је напустио Цитаделу да би дошао у Зимоврел, налази Џона у крипти Старкових и открива му истину о томе ко је заправо он, да је син принца Регара Таргарјена и Лијене Старк што га чини престолонаследником. Денерис схвата да то чини Џона њеним супарником за Гвоздени престо, али њихов разговор прекида долазак Белих ходача. Џон и Денерис нападају војске мртвих са змајевима, док Мелисандра, Џејми Ланистер, Бријена од Опорја и армија Дотрака одбија нападе армије мртвих. Џон пешке иде за Ноћним краљем, али га ометају новонастали мртви који му блокирају пут. Он се бори да дође до богошуме, где је Брен намамио Ноћног краља, али напад на замак зауставља Џонов напредак. Арја убија Ноћног краља бодежом од валиријског челика, тиме уништавајући целу војску мртвих. Након битке, Денерис постаје све више љубоморна на преданост коју људи у Вестеросу имају према Џону, бојећи се да никада неће заповедати таквом оданошћу у Вестеросу. Џон тврди да нема жељу да тражи Гвоздено престо, али одбија да сачува свој прави идентитет и лозу у тајности од своје породице. Он каже Санси и Арји. Санса, видевши Џона као пожељну алтернативу Денерис, открива његов прави идентитет Тириону, који са своје стране обавештава Вариса. Варис покушава да убеди Џона да тражити Гвоздено престо, али Џон одбија и потврђује своју лојалност Денерис, иако је видно изнервиран њеним све нестабилнијим понашањем. У бици за престо Џон се придружује преосталим војскама лојалним Денерис у фронталном нападу на Серсеине снаге, које су ускоро запаљене од стране Денерис и Дрогона. Денерис импулсивно уништава већи део града упркос његовој предаји, водећи шокираног Џона да нареди својим људима да се повуку из града док он гори. Након тога, она изјављује да ће повести рат против остатка света док не завлада целом планетом. Арја и Тирион упозоравају Џона да ће Денерис на његово наслеђе гледати као на претњу, као и да је претња Старковима. Тирион каже Џону да је упркос Џоновој љубави према Денерис, његова дужност да је убије да би заштитио људе. Џон се суочава са Денерис, али, не могавши да је одврати од даљег уништења, невољно је убија и она умире у његовом наручју. Џона затвара Сиви Црв и он чека погубљење. Тирион убеђује господаре Вестероса да успоставе нови систем краљевства, при чему је Брен изабран за краља Шест краљевстава (Северу је додељена независност). Брен осуђује Џона на Ноћну стражу како би умирио Денерисине присталице. Џон се враћа у Црни замак и води дивљане у њихове земље иза Зида.

### Признање и награде
Кит Харингтон је номинован за награду Еми за ударне термине у категорији за изванредну споредну улогу у драмској серији за улогу у 2016. године. Он је изјавио: „Озбиљно је рећи да сам помало запањен... За мој рад на Игри престола да буде препознат на овај начин је емотиван тренутак за мене. Ни бих могао бити више понизан.” Харингтон је такође био номинован за награду Сатурн за најбољег споредног глумца на телевизији за улогу 2012, 2016. и 2017. године. Његове друге номинације укључују награду Златна нимфа за изванредног глумца у драмској серији 2012, награду за младог холивудског глумца године 2013, и награду по избору критичара за најбољег глумца у драмској серији 2016. године. IGN је такође номиновао Џона Снежног за свог најбољег ТВ хероја у 2011. години.